# Alice Becker-Ho
Pour les articles homonymes, voir Becker, Ho et Debord.
Œuvres principales
- Les Princes du jargon (1990)
- L'Essence du jargon (1994)
- D'azur au triangle vidé de sable (1998)
- Du jargon héritier en Bastardie (2002)
- Là s'en vont les seigneuries (2003)
- Le premier ghetto ou l'exemplarité vénitienne (2014)

Alice Becker-Ho, née à Shanghai le 6 août 1941, est une écrivaine, essayiste et poète de langue française. Elle signe Alice Debord lorsqu'il est question des affaires de Guy Debord dont elle fut l'épouse.

## Biographie

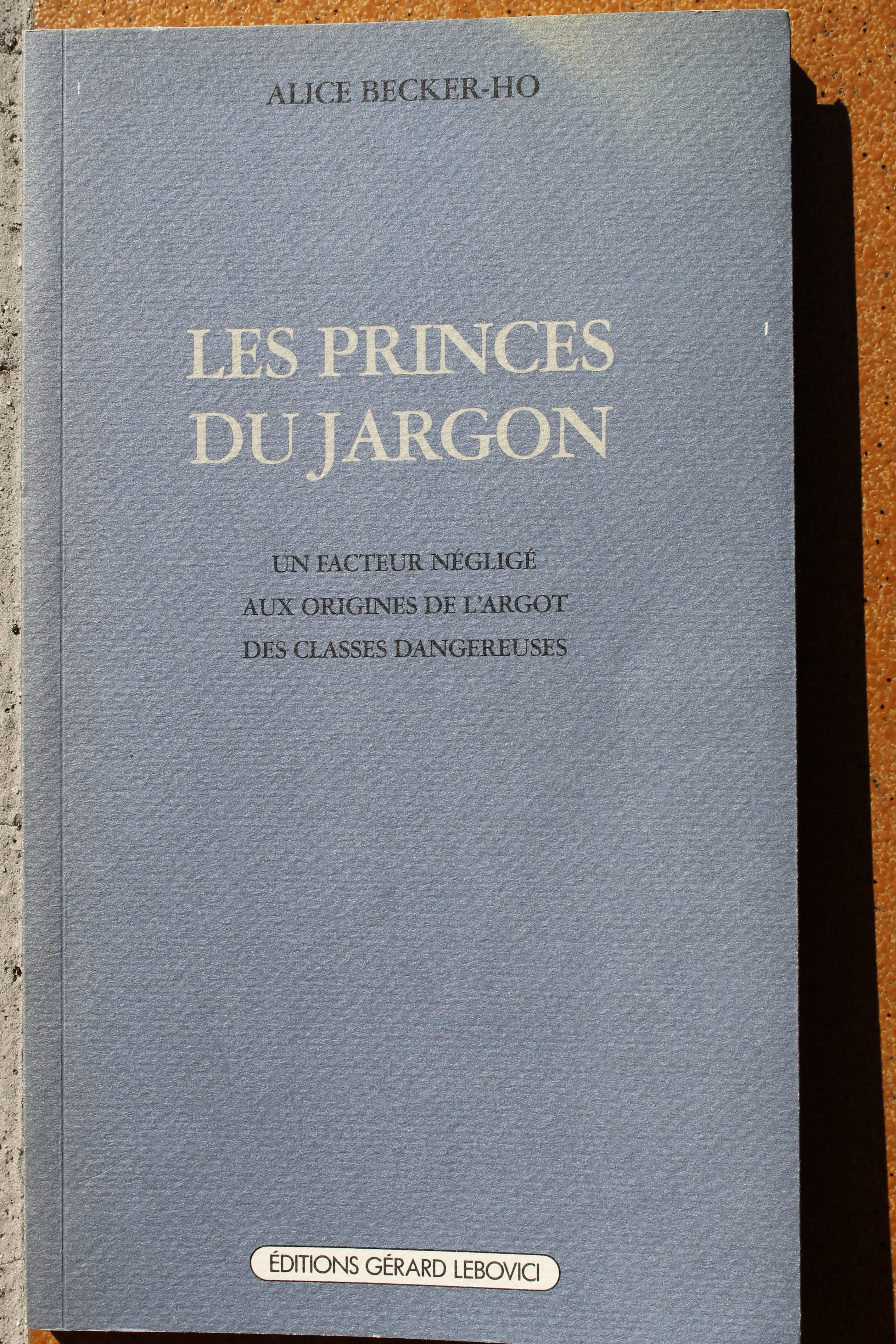
Les Princes du jargon (Éditions Gérard Lebovici, 1990).

Fille d'Anisset Becker, marin lorrain et déserteur de l'armée allemande, engagé plus tard dans la légion étrangère puis banquier en Chine, et d'une mère chinoise, Alice Becker-Ho arrive en France en 1947. En 1963, sympathisante de Socialisme ou barbarie, elle rencontre par le biais de ce groupe Guy Debord, alors marié avec Michèle Bernstein ; Alice et Guy s'installent rapidement ensemble et se marient le 2 août 1972.
Elle prend part aux évènements de mai 1968 en tant que membre du Conseil pour le maintien des occupations, pour lequel elle écrit, dans les jours qui suivent la bataille sur les barricades de la rue Gay-Lussac sur une musique de Jacques Douai composée initialement sur un poème d'Aragon, la Chanson du CMDO qui sera reprise par les groupes d’intervention du CMDO dans les combats de rue immédiatement ultérieurs, et que l'on retrouvera sur le disque Pour en finir avec le travail édité en 1974 par Jacques Le Glou. En 1973, elle apparaît en photo dans le film La Société du spectacle qui lui est dédié, puis signe son premier livre en 1987 en collaboration avec son mari, Le Jeu de la guerre.
À partir de 1990, elle consacre trois livres novateurs à l'argot des « classes dangereuses » : Les Princes du jargon (qui traite de l'influence de la langue des Gitans sur l'argot), puis L'Essence du jargon et enfin Du Jargon héritier en Bastardie.
Après le décès de Guy Debord en 1994, Alice Becker-Ho rend hommage à son mari dans plusieurs volumes de poésie ou de récit (D'azur au triangle vidé de sable, Là s'en vont les seigneuries, Dix poèmes d'Edgar Poe, etc.).
Alice Becker-Ho, légataire universelle de Guy Debord, s'occupe depuis la disparition de son mari de la publication des œuvres et de la correspondance de celui-ci. En 1998, elle intenta un procès, avec les éditions Fayard, à Jean-François Martos pour avoir publié des lettres de Guy Debord sans autorisation.
Le 29 mars 2010, Alice Becker-Ho a signé un accord de vente des archives de Guy Debord avec la Bibliothèque nationale de France,,.
En 2014, elle publie un livre sur le ghetto de Venise : Le premier ghetto ou l'exemplarité vénitienne. Alice Becker-Ho se livre là à une véritable enquête étymologique. Au travers de l'histoire des mots et des expressions vénitiennes, italiennes, hébraïques ou allemandes et même turques, arabes ou persanes, elle propose une explication de l'origine d'un mot lourd de sens, le mot « ghetto », passé dans le langage courant sans qu'on en ait gardé la racine.

## Œuvres
- Avec Guy Debord, Le Jeu de la guerre, Paris, éditions Gérard Lebovici, 1987 ; Éditions Gallimard, 2006[8],[9]
- Les Princes du jargon, Paris, éditions Gérard Lebovici, 1990 ; Gallimard 1992, 1995[10],[11]
- L'Essence du jargon, Paris, Gallimard, 1994[12],[13]
- D'azur au triangle vidé de sable, Cognac, Le Temps qu'il fait, 1998[14]
- Au pays du sommeil paradoxal, Cognac, le Temps qu'il fait, 2000
- Du jargon héritier en Bastardie, Paris, Gallimard, 2002[15]
- Là s'en vont les seigneuries, récit, photographies du village de Rello (Province de Soria) par Emmanuel Rioufol, Cognac, le Temps qu'il fait, 2003 Le titre est un vers tiré des Stances sur la mort de son père, élégie de Jorge Manrique traduite par Guy Debord.
- Antonin Artaud à Ville-Évrard, photographies de Gérard Rondeau, Cognac, le Temps qu'il fait, 2004
- Le Premier Ghetto ou l'exemplarité vénitienne, Riveneuve éditions, 2014[16]
- La part maudite dans l'œuvre de François Villon, L'Échappée, 2018[17],[18]
- En un ciel ignoré des étoiles nouvelles, Cognac, le Temps qu'il fait, 2022

### Traductions
- Protestation devant les libertaires du présent et du futur sur les capitulations de 1937 par un «Incontrôlé» de la Colonne de fer, traduit de l'espagnol par deux «aficionados» sans qualités (Alice Becker-Ho et Guy Debord), édition bilingue, Paris, éditions Champ libre, 1979 debordiana.chez.com
- Edgar Allan Poe, Dix poèmes d'Edgar Poe, Cognac, le Temps qu'il fait, 1997 (réédition, Montréal, L'Oie de Cravan, 2013)
- Paroles de gitans, Paris, Albin Michel, 2000
- Federico García Lorca, Trois arbres ils ont abattus - suivi du Romancero gitan, Bordeaux, William Blake & Co, 2004
- Federico García Lorca, Romancero gitan, Points poésie, Éditions du Seuil, 2008.
- George Orwell, La Ferme des animaux (préface de Patrick Marcolini, traduit du créole mauricien, BD : Zorze Orwell, Repiblik zanimo, traduction : Rafik Gulbul, Port-Louis 1974), Action graphique[réf. nécessaire], L'Échappée, 2016[19].

## Galerie d'images

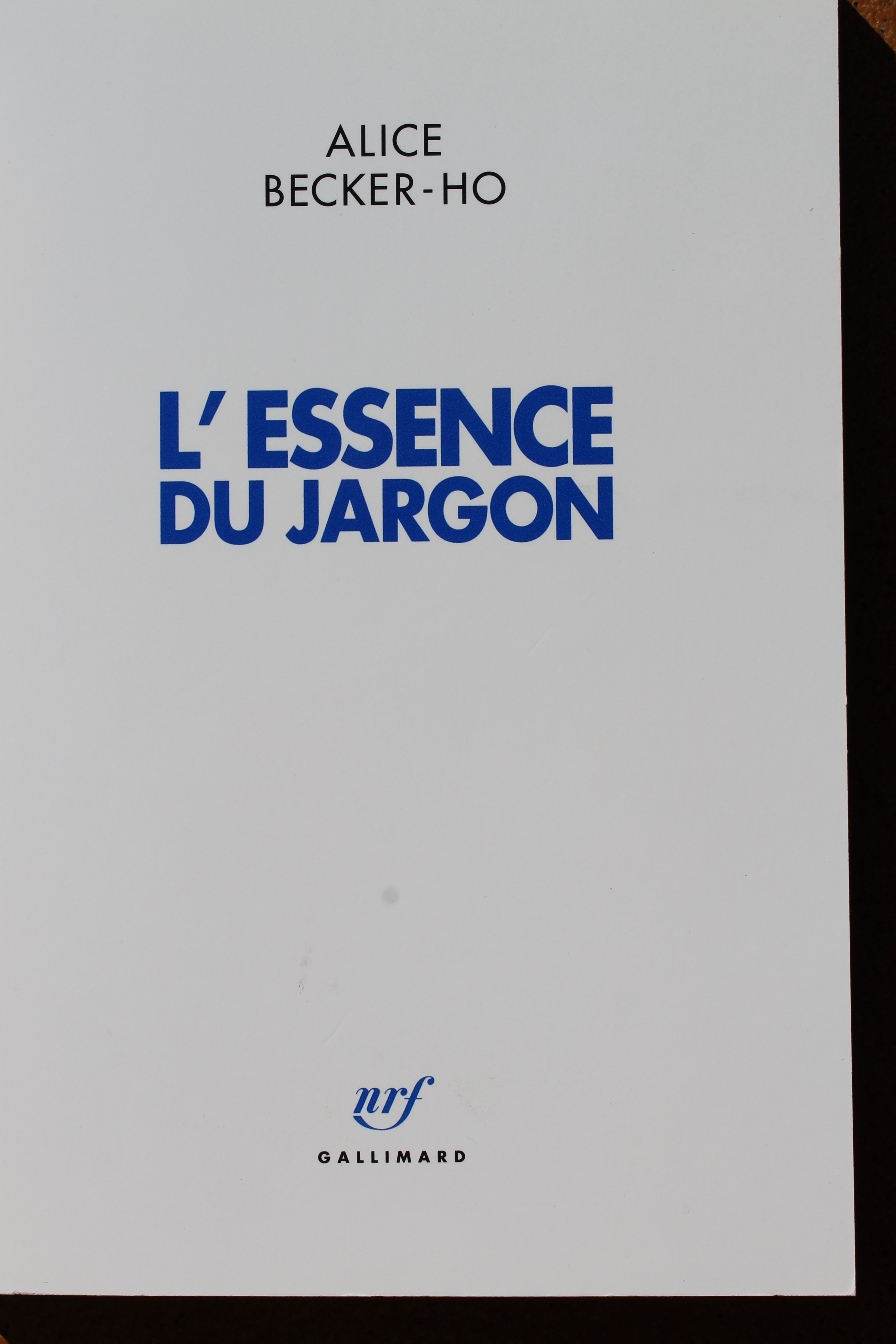
L'Essence du jargon, 1994